# N27 (Guinea)
Die N27 ist eine Fernstraße in Guinea, die in Labé an der Ausfahrt der N5 beginnt und in Kobala an der Zufahrt zur N30 endet. Sie ist 196 Kilometer lang.